# Maloma
Maloma là một thị trấn ở đông nam Eswatini. Nó nằm cách Sithobela 15 km về phía tây nam. 
Maloma là nơi khai thác thương mại duy nhất của Eswatini, một mỏ than anthracit bắt đầu hoạt động vào năm 1993.